# Ústí nad Labem-Neštěmice
Ústí nad Labem-Neštěmice je městský obvod statutárního města Ústí nad Labem. K roku 2011 zde žilo 23 273 obyvatel.

## Vymezení obvodu
Zahrnuje místní části Neštěmice, Krásné Březno (téměř celou část katastrálního území Krásné Březno zahrnující základní sídelní jednotky Krásné Březno, Krásné Březno-Nový Svět, Krásné Březno-Pod vyhlídkou, Krásné Březno-průmyslový obvod, Krásné Březno-Přístavní, Krásné Březno-západ, Nad zoologickou zahradou, Neštěmická, V Oblouku-Vojanova) a Mojžíř.

## Historie
K městu Ústí nad Labem byly Neštěmice připojeny v roce 1986. Téhož roku bylo město rozděleno do působnosti 6 obvodních národních výborů (Město, Střekov, Bukov, Chlumec, Neštěmice, Severní Terasa), přičemž neštěmický obvod měl zhruba stejné vymezení jako nyní, kdy má město jen 4 obvody.
Městské obvody byly stanoveny vyhláškou města Ústí nad Labem č. 27/1993, o stanovení počtu městských obvodů a vymezení jejich území, která byla změněna a doplněna vyhláškou č. 30/1993. V současné době jsou vymezeny statutem města, tj. městskou vyhláškou č. 3/2005.

## Doprava
V roce 1995 byly Neštěmice spojené trolejbusovými linkami 51, 57 a 58 s centrem města. Celý městský obvod protíná mezinárodní silnice 1. třídy E 442 ve směru Ústí nad Labem-Děčín-Liberec. Obvod má přímé napojení na dálnici D8 (E55) vedoucí z Prahy do Drážďan. Na katastru obvodu jsou nádraží Ústí nad Labem-sever, Neštěmice a zastávka Mojžíř na trati 1. železničního koridoru (č. 090) do Děčína.